# Associazione Calcio Fiorentina 1955-1956
Questa voce raccoglie le informazioni riguardanti l'Associazione Calcio Fiorentina nelle competizioni ufficiali della stagione 1955-1956.

## Stagione
Il 1956 fu l'anno del primo Scudetto per la Fiorentina: il trionfo della squadra viola interruppe il dominio delle cosiddette "tre grandi" (Inter, Juventus e Milan) che durava ormai dall'anteguerra. La squadra toscana allenata da Fulvio Bernardini, issatasi in testa all'ottava giornata, mantenne il primo posto sino alla fine del torneo: l'ultima avversaria ad arrendersi fu il Milan, che terminò al secondo posto con 41 punti, contro i 53 della Fiorentina. Protagonisti del successo viola i due attaccanti Giuseppe Virgili autore di 21 reti in campionato e l'oriundo argentino Miguel Montuori con 13 reti.
Il titolo fu vinto il 6 maggio nella partita pareggiata (1-1) a Trieste, con ben cinque turni di anticipo: la sconfitta subìta il 3 giugno, nell'ultima gara del torneo contro il Genoa (3-1), infranse un'imbattibilità che in Campionato resisteva dal 17 aprile 1955 (27ª giornata di campionato, Atalanta-Fiorentina 5-1).

## Rosa
| N. |                   | Ruolo | Calciatore          |
| -- | ----------------- | ----- | ------------------- |
|    | Italia (bandiera) | P     | Giuliano Sarti      |
|    | Italia (bandiera) | P     | Riccardo Toros      |
|    | Italia (bandiera) | D     | Giampiero Bartoli   |
|    | Italia (bandiera) | D     | Sergio Cervato      |
|    | Italia (bandiera) | D     | Ardico Magnini      |
|    | Italia (bandiera) | D     | Francesco Rosetta   |
|    | Italia (bandiera) | C     | Sergio Carpanesi    |
|    | Italia (bandiera) | C     | Giuseppe Chiappella |
|    | Italia (bandiera) | C     | Guido Gratton       |

| N. |                      | Ruolo | Calciatore       |
| -- | -------------------- | ----- | ---------------- |
|    | Italia (bandiera)    | C     | Bruno Mazza      |
|    | Italia (bandiera)    | C     | Alberto Orzan    |
|    | Italia (bandiera)    | C     | Maurilio Prini   |
|    | Italia (bandiera)    | C     | Aldo Scaramucci  |
|    | Italia (bandiera)    | C     | Armando Segato   |
|    | Italia (bandiera)    | A     | Claudio Bizzarri |
|    | Brasile (bandiera)   | A     | Julinho          |
|    | Argentina (bandiera) | A     | Miguel Montuori  |
|    | Italia (bandiera)    | A     | Giuseppe Virgili |

## Risultati

### Serie A

#### Girone di andata
| Arbitro: | Piemonte (Monfalcone) |

|                      |           |                        |
| Danova 60’ Orzan 80’ | Marcatori | 9’ Virgili 48’ Julinho |

| Arbitro: | Moriconi (Roma) |

|                    |           |  |
| Cervato 80’ (rig.) | Marcatori |  |

| Arbitro: | Piemonte (Monfalcone) |

|  |           |                                          |
|  | Marcatori | 4’ Montuori 18’, 88’ Virgili 54’ Magnini |

| Firenze 9 ottobre 1955 4ª giornata | Fiorentina        | 0 – 0 | Inter | Stadio Comunale\| Arbitro: \| Liverani (Torino) \| |
| Arbitro:                           | Liverani (Torino) |       |       |                                                    |

| Arbitro: | Marchetti (Milano) |

|  |           |                                |
|  | Marcatori | 84’ Virgili 86’ (rig.) Cervato |

| Arbitro: | Maurelli (Roma) |

|                                          |           |              |
| Julinho 9’, 25’ Montuori 13’ Virgili 30’ | Marcatori | 65’ Bassetto |

| Arbitro: | Orlandini (Roma) |

|            |           |           |
| Murolo 75’ | Marcatori | 39’ Prini |

| Arbitro: | Jonni (Macerata) |

|                   |           |  |
| Montuori 84’, 87’ | Marcatori |  |

| Arbitro: | Orlandini (Roma) |

|                   |           |             |
| Segato 58’ (aut.) | Marcatori | 33’ Cervato |

| Arbitro: | Liverani (Torino) |

|  |           |                          |
|  | Marcatori | 13’ Montuori 14’ Virgili |

| Arbitro: | Liverani (Torino) |

|                             |           |  |
| Virgili 33’ Losi 82’ (aut.) | Marcatori |  |

| Arbitro: | Ferrari (Milano) |

|             |           |  |
| Julinho 26’ | Marcatori |  |

| Arbitro: | Liverani (Torino) |

|                               |           |                                    |
| Vitali 64’ Jeppson 75’ (rig.) | Marcatori | 34’, 76’ Montuori 51’, 72’ Virgili |

| Firenze 8 gennaio 1956 14ª giornata | Fiorentina   | 0 – 0 | SPAL | Stadio Comunale\| Arbitro: \| Coppa (Como) \| |
| Arbitro:                            | Coppa (Como) |       |      |                                               |

| Firenze 15 gennaio 1956 15ª giornata | Fiorentina      | 0 – 0 | Sampdoria | Stadio Comunale\| Arbitro: \| Pieri (Trieste) \| |
| Arbitro:                             | Pieri (Trieste) |       |           |                                                  |

| Arbitro: | Jonni (Macerata) |

|                   |           |                         |
| Olivieri 72’, 74’ | Marcatori | 52’ Virgili 64’ Julinho |

| Arbitro: | Orlandini (Roma) |

|                                             |           |             |
| Virgili 41’ Cervato 61’ (rig.) Montuori 71’ | Marcatori | 69’ Pestrin |

#### Girone di ritorno
| Arbitro: | Corallo (Lecce) |

|                                           |           |             |
| Cervato 30’ Virgili 35’, 52’ Bizzarri 49’ | Marcatori | 21’ La Rosa |

| Arbitro: | Liverani (Torino) |

|  |           |            |
|  | Marcatori | 6’ Gratton |

| Arbitro: | Piemonte (Monfalcone) |

|                        |           |  |
| Montuori 86’ Prini 88’ | Marcatori |  |

| Arbitro: | Orlandini (Roma) |

|             |           |                            |
| Lorenzi 37’ | Marcatori | 45’, 68’ Virgili 70’ Prini |

| Firenze 11 marzo 1956 22ª giornata | Fiorentina       | 0 – 0 | Bologna | Stadio Comunale\| Arbitro: \| Jonni (Macerata) \| |
| Arbitro:                           | Jonni (Macerata) |       |         |                                                   |

| Bergamo 18 marzo 1956 23ª giornata | Atalanta        | 0 – 0 | Fiorentina | Stadio Comunale\| Arbitro: \| Corallo (Lecce) \| |
| Arbitro:                           | Corallo (Lecce) |       |            |                                                  |

| Arbitro: | Marangio (Roma) |

|                       |           |  |
| Prini 54’ Virgili 61’ | Marcatori |  |

| Arbitro: | Grill |

|  |           |              |
|  | Marcatori | 44’ Montuori |

| Arbitro: | Piemonte (Monfalcone) |

|                                   |           |                         |
| Montuori 2’, 33’, 48’ Virgili 40’ | Marcatori | 41’ Savioni 70’ Marzani |

| Arbitro: | Orlandini (Roma) |

|                            |           |  |
| Prini 15’ Virgili 37’, 63’ | Marcatori |  |

| Arbitro: | Liverani (Torino) |

|              |           |             |
| Da Costa 29’ | Marcatori | 62’ Virgili |

| Arbitro: | Maurelli (Roma) |

|               |           |             |
| Brighenti 44’ | Marcatori | 42’ Julinho |

| Firenze 10 maggio 1956 30ª giornata | Fiorentina | 0 – 0 | Napoli | Stadio Comunale\| Arbitro: \| Kainer \| |
| Arbitro:                            | Kainer     |       |        |                                         |

| Arbitro: | Piemonte (Monfalcone) |

|  |           |               |
|  | Marcatori | 59’ Carpanesi |

| Genova 20 maggio 1956 32ª giornata | Sampdoria | 0 – 0 | Fiorentina | Stadio Luigi Ferraris\| Arbitro: \| Marschall \| |
| Arbitro:                           | Marschall |       |            |                                                  |

| Arbitro: | Lo Bello (Siracusa) |

|                                                      |           |              |
| Lo Buono 6’ (aut.) Gratton 21’ Prini 64’ Virgili 70’ | Marcatori | 47’ Lo Buomo |

| Arbitro: | Jonni (Macerata) |

|                                            |           |             |
| Gren 74’ (rig.) Frizzi 85’ Carapellese 90’ | Marcatori | 24’ Gratton |

## Statistiche

### Statistiche di squadra
| Competizione | Punti | In casa | In casa | In casa | In casa | In casa | In casa | In trasferta | In trasferta | In trasferta | In trasferta | In trasferta | In trasferta | Totale | Totale | Totale | Totale | Totale | Totale | DR  |
| Competizione | Punti | G       | V       | N       | P       | Gf      | Gs      | G            | V            | N            | P            | Gf           | Gs           | G      | V      | N      | P      | Gf     | Gs     | DR  |
| ------------ | ----- | ------- | ------- | ------- | ------- | ------- | ------- | ------------ | ------------ | ------------ | ------------ | ------------ | ------------ | ------ | ------ | ------ | ------ | ------ | ------ | --- |
| Serie A      | 53    | 17      | 12      | 5       | 0       | 32      | 6       | 17           | 8            | 8            | 1            | 27           | 14           | 34     | 20     | 13     | 1      | 59     | 20     | +39 |

### Andamento in campionato
| Giornata  | 1 | 2 | 3 | 4 | 5 | 6 | 7 | 8 | 9 | 10 | 11 | 12 | 13 | 14 | 15 | 16 | 17 | 18 | 19 | 20 | 21 | 22 | 23 | 24 | 25 | 26 | 27 | 28 | 29 | 30 | 31 | 32 | 33 | 34 |
| --------- | - | - | - | - | - | - | - | - | - | -- | -- | -- | -- | -- | -- | -- | -- | -- | -- | -- | -- | -- | -- | -- | -- | -- | -- | -- | -- | -- | -- | -- | -- | -- |
| Luogo     | T | C | T | C | T | C | T | C | T | T  | C  | C  | T  | C  | C  | T  | C  | C  | T  | C  | T  | C  | T  | C  | T  | C  | C  | T  | T  | C  | T  | T  | C  | T  |
| Risultato | N | V | V | N | V | V | N | V | N | V  | V  | V  | V  | N  | N  | N  | V  | V  | V  | V  | V  | N  | N  | V  | V  | V  | V  | N  | N  | N  | V  | N  | V  | P  |
| Posizione | 7 | 2 | 2 | 2 | 2 | 2 | 1 | 1 | 1 | 1  | 1  | 1  | 1  | 1  | 1  | 1  | 1  | 1  | 1  | 1  | 1  | 1  | 1  | 1  | 1  | 1  | 1  | 1  | 1  | 1  | 1  | 1  | 1  | 1  |

Legenda:

Luogo: C = Casa; T = Trasferta. Risultato: V = Vittoria; N = Pareggio; P = Sconfitta.

### Statistiche dei giocatori
| Giocatore     | Serie A  | Serie A |
| Giocatore     | Presenze | Reti    |
| ------------- | -------- | ------- |
| G. Bartoli    | 2        | 0       |
| C. Bizzarri   | 6        | 1       |
| S. Carpanesi  | 2        | 1       |
| S. Cervato    | 33       | 5       |
| G. Chiappella | 32       | 0       |
| G. Gratton    | 34       | 3       |
| Julinho       | 31       | 6       |
| A. Magnini    | 32       | 1       |
| B. Mazza      | 4        | 0       |
| M. Montuori   | 32       | 13      |
| A. Orzan      | 18       | 0       |
| M. Prini      | 26       | 6       |
| F. Rosetta    | 20       | 0       |
| G. Sarti      | 25       | -16     |
| A. Scaramucci | 2        | 0       |
| A. Segato     | 34       | 0       |
| R. Toros      | 9        | -4      |
| G. Virgili    | 32       | 21      |